# 沖縄工業高等専門学校
沖縄工業高等専門学校 （おきなわこうぎょうこうとうせんもんがっこう）は、沖縄県名護市字辺野古にある高等専門学校である。2004年（平成16年）に設立された沖縄県初の高専である。略称は沖縄高専。沖縄県内では単に「高専」と略す場合が多い。2015年（平成27年）4月に英称がOkinawa National College of TechnologyからNational Institute of Technology, Okinawa Collegeへ変更された。（ただし、正門の看板は2020年3月時点において旧称のままである）。

## 特徴
- 各学年約160名で構成されている[3]。
- 専攻科は、第1期卒業生が誕生した後の平成21年度（2009年度）より設置された[4]。
- 全国に51ある国立高専で唯一、航空整備士など航空業界で働く人材を育成する明確なプログラムを持つ[5]。
- NHK主催の高専ロボコンでは、学校設立3年目の平成18年（2006年）から3年連続全国大会に出場、平成20年（2008年）には設立5年目での全国優勝という快挙を成し遂げた[6]。
- 男女計546人を収容できる学生寮があり[7]、希望入寮制である[8]。それ以外の学生は辺野古付近や名護市街の賃貸住宅や賄付下宿を利用したり、自宅から登校する。
- 3年生以上の寮外生はバイクや自動車による登校が可能である。ただし学校が定期的に行う安全講習会の受講と、車両通学届が必要である。
- 制服はなく、学校内での服装や身なりは自由である。
- 入学時にはノートパソコン（PC）の所持が義務付けられているため[9]、全学生がノートPCを所持している。PCを授業でも積極的に利用し、講義も教員がスライド資料を用意して行われる場合が多い他、レポートを始めとする多くの課題はPCで作成し提出することになっている。授業評価などもウェブ上のアンケートで行われる。
- 学内施設内のほぼ全域で無線LANの使用が可能であるが、規則では学用ノートPCのみでしか利用が出来ない[10]。
- 入学者選抜では理系科目を重視する傾斜配点を行っている。また「学力検査の順位が受験者の上位30位以内の場合、学力検査の得点のみで合否判定を行う」としており、学力検査上位者については調査書を考慮しない[11]。

## 沿革
- 2004年（平成16年）
  - 4月10日：開校式[12]。
  - 4月21日 沖縄工業高等専門学校産学連携協力会発足。
- 2006年（平成18年）4月：技術支援センター設置[12]。
- 2007年（平成19年）4月：地域共同テクノセンター設置[12]。
- 2009年（平成21年）3月21日 第一回卒業式を挙行[12]。沖縄高専初の卒業生が誕生。
- 2009年（平成21年）4月：専攻科（創造システム工学専攻）設置[12]。
- 2015年（平成27年）4月：航空技術者プログラム[13]開設。

### 歴代校長
- 初代：糸村 昌祐…開校 - 2010年（平成22年）3月
- 第2代：伊東 繁…2010年（平成22年）4月 - 2015年（平成27年）3月
- 第3代：安藤 安則…2015年（平成27年）4月 - 2020年（令和2年）3月
- 第4代：伊原 博隆…2020年（令和2年）4月 - 2022年（令和3年）3月
- 第5代：佐藤 貴哉…2022年（令和4年）4月 - 現在

## 設置学科

### 本科（準学士課程）

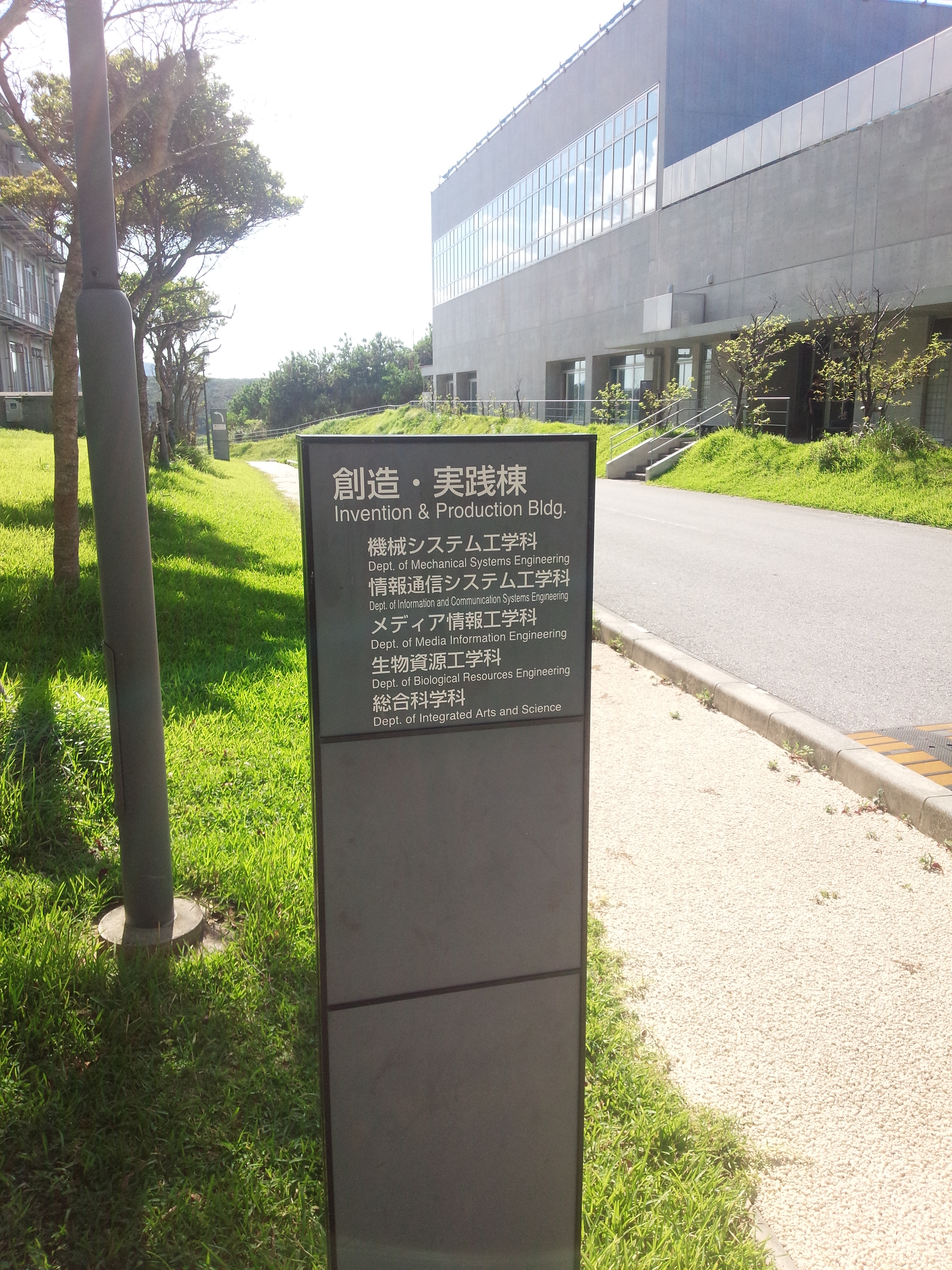
沖縄工業高等専門学校 創造実践棟 裏口前 標識

各学科1クラス（定員約40名）で構成されており、各学科の専門課程及び全学科共通の一般課程を受講する。卒業生には「準学士」の称号が与えられる。以下の括弧内は略称。
- 機械システム工学科 (MS)

Department of Mechanical Systems Engineering
- 情報通信システム工学科 (IC)

Department of Information And Communication Systems Engineering
- メディア情報工学科 (MI)

Department of Media Information Engineering
- 生物資源工学科 (BR)

Department of Biological Resources Engineering
- 総合科学科

学生が所属しない学科。国語や数学、物理など一般的な高校生が学ぶような内容を教える講師や教員が所属する。

他高専のような「M科」「E科」などの呼び方は存在しない。学生や教員の会話の中では、機械システム工学科は「機械」、情報通信システム工学科は「情報」、メディア情報工学科は「メディア」、生物資源工学科は「生物」または「生物資源」と呼称される。

### 専攻科（学士課程）
専攻科は「創造システム工学専攻（AC: Advanced Course / Creative Systems Engineering major）」の名称で平成21年度に設置された。
「創造システム工学専攻」内には、本科に設置されている各学科の分野に対応できるように、以下の4つのコースを設けている。
- 機械システム工学コース

Course of Mechanical Systems Engineering
- 電子通信システム工学コース

Course of Electronic Communication Systems Engineering
- 情報工学コース

Course of Information Engineering
- 生物資源工学コース

Course of Bioresources Engineering

## 校地・施設・設備
校地は三方を山に囲まれ、南は国道329号線に接している。国道を挟んだ南向かいに学生寮があり、道路上を跨ぐブリッジで校舎と寮は直接繋がれている。校舎裏の山中には在日米軍の演習場があり、昼夜問わず小銃や大砲の音が聞こえる。授業にほぼ支障はないが、過去に廃弾処理が行われたことがあり、その時は爆発音と共に教室の扉や窓ガラスなどが大きく揺れ、爆発音と振動音が収まるまで授業が中断されることがあった。また、ヘリコプターの低空飛行により授業が中断されることもある。
校地から数分歩くと辺野古区の住宅街があり、区の催し物に学生が参加することも多く、周辺住民との交流も盛んである。また沖縄高専が設立されたことによって周辺地域に学生向けのアパートが多く設置されている。また15分ほど歩くとコンビニエンスストアチェーンのファミリーマートやローソンがあり、学生や教職員が利用する姿が見られる。ただしコンビニエンスストアや個人商店の他に商業施設はなく、近隣で書店や大型スーパーのある名護市街地へはバスで約30分、徒歩で約3時間かかる。なお、辺野古住宅街を抜けた先に海がある。
2018年（平成30年）4月に米軍普天間飛行場が名護市辺野古移設に伴う新たな基地が出来た場合に沖縄高専の校舎の高さが米軍が安全のために定める高さ制限を越えていることが発覚した。これにより沖縄防衛局は、米軍と調整を行い、航行の安全を害さないとして沖縄高専を例外とする方針を示した。

### 校舎
創造・実践棟

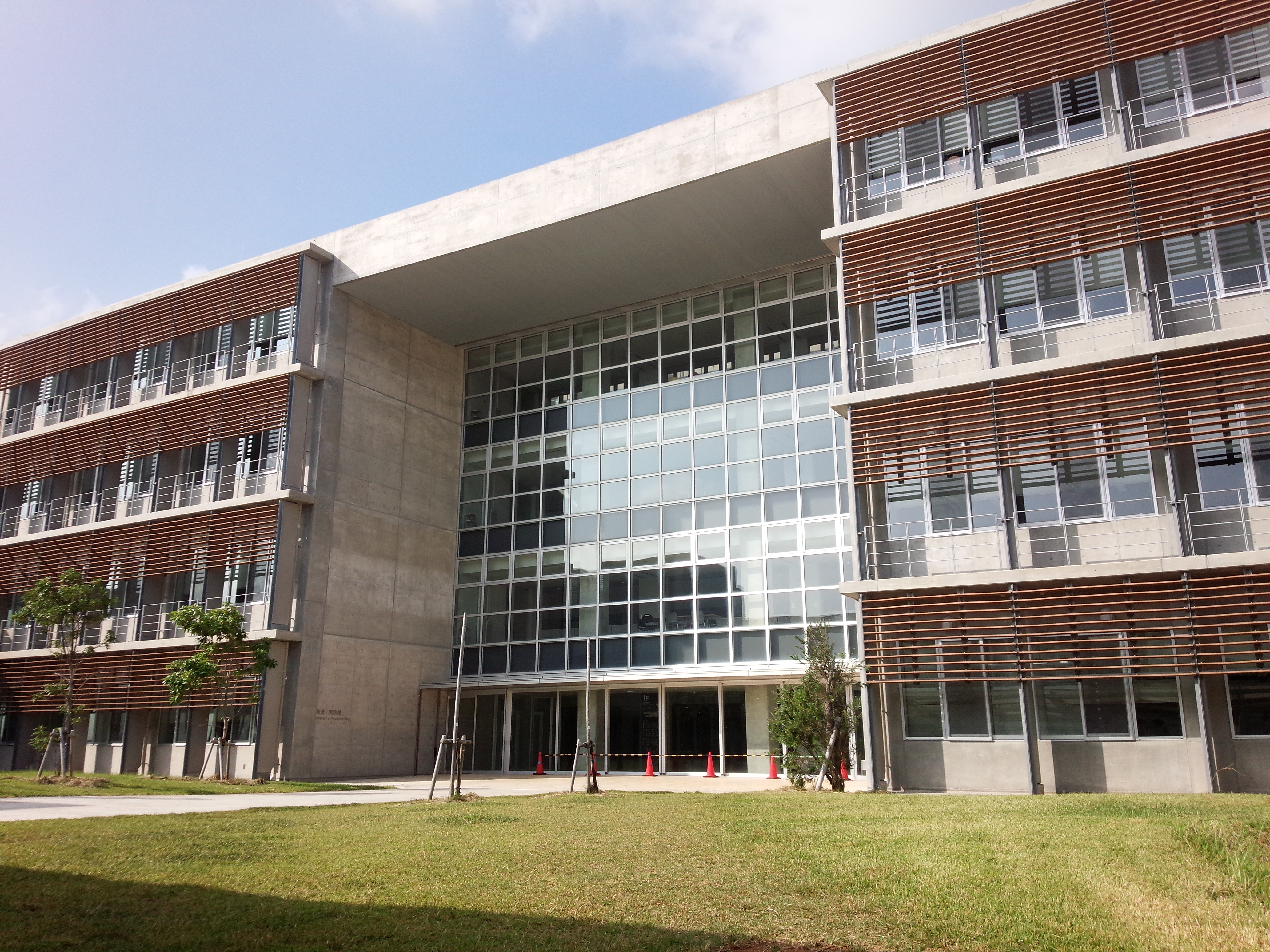
創造実践棟

- 講義室と演習室、教員の研究室などがあり、講義のほとんどは創造実践棟内で行われる。

メディア棟
- 事務室や図書室、保健室や会議室、学生相談室、レストラン、学生会室、同窓会室などがある。また講演会や集会はメディア棟の視聴覚ホールで行われる。視聴覚ホールには、100インチの大型スクリーンがあり、それを利用してプレゼンテーションを行ったり、映像作品を鑑賞することができる。沖縄高専で実施される授業のうち、情報技術の基礎（全学生必修科目）や多聴(科目名は実用英語(TOEIC))、情報通信システム工学科の一部の科目はメディア棟内のIT教室やCALL教室で行われている。50インチのデジタルディスプレイが1階と4階に設置されている．[17]

図書館（メディア棟内）

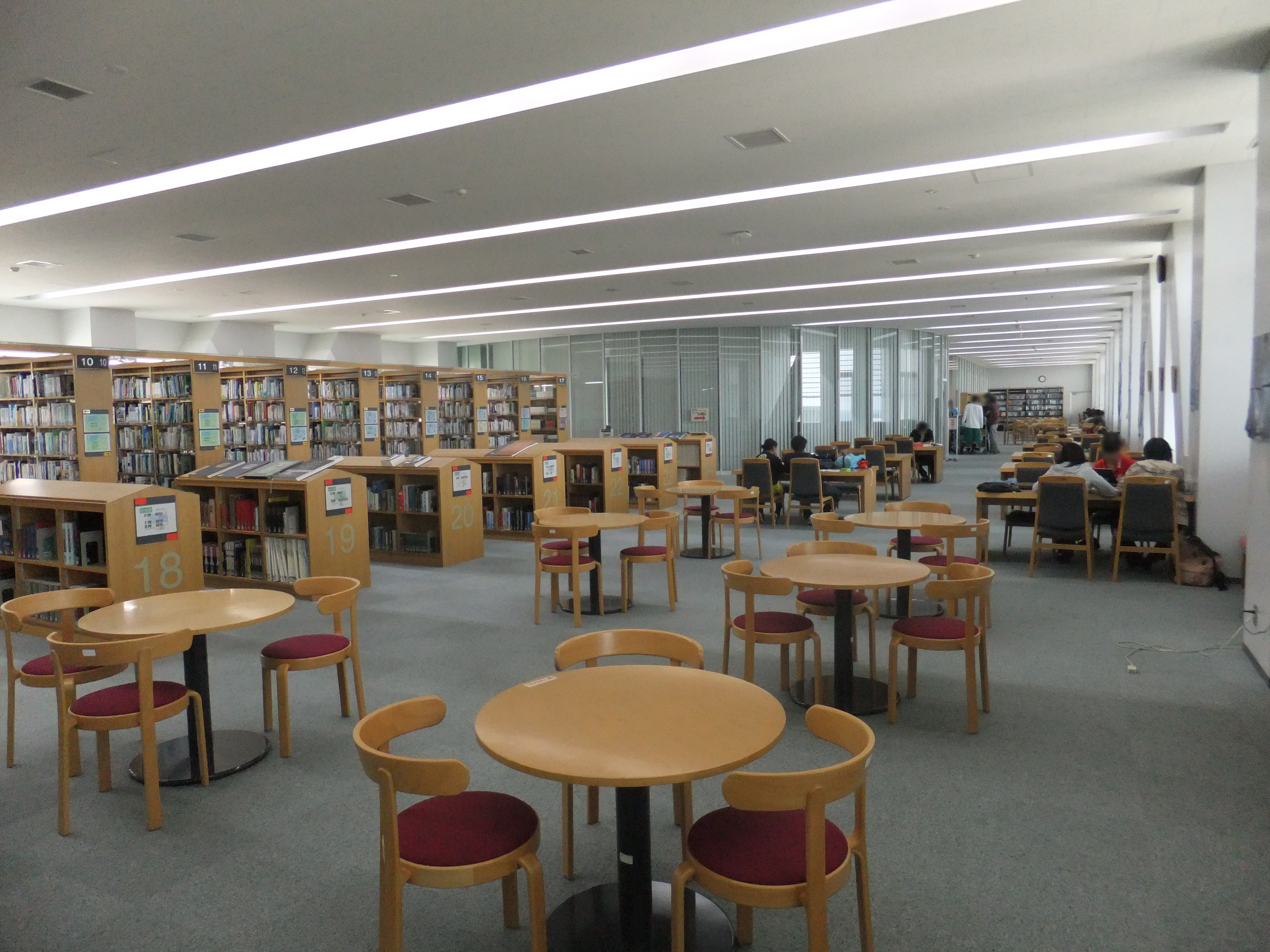
沖縄工業高等専門学校図書館

- 技能・工学系や自然科学系の書籍および多読書籍を中心に約69,000点[1]の蔵書がある。
- 英語の授業に蔵書の多読書籍が使用されている。
- 利用申請を行えば一般の人も利用することができる[18][19]。

レストラン（メディア棟内）

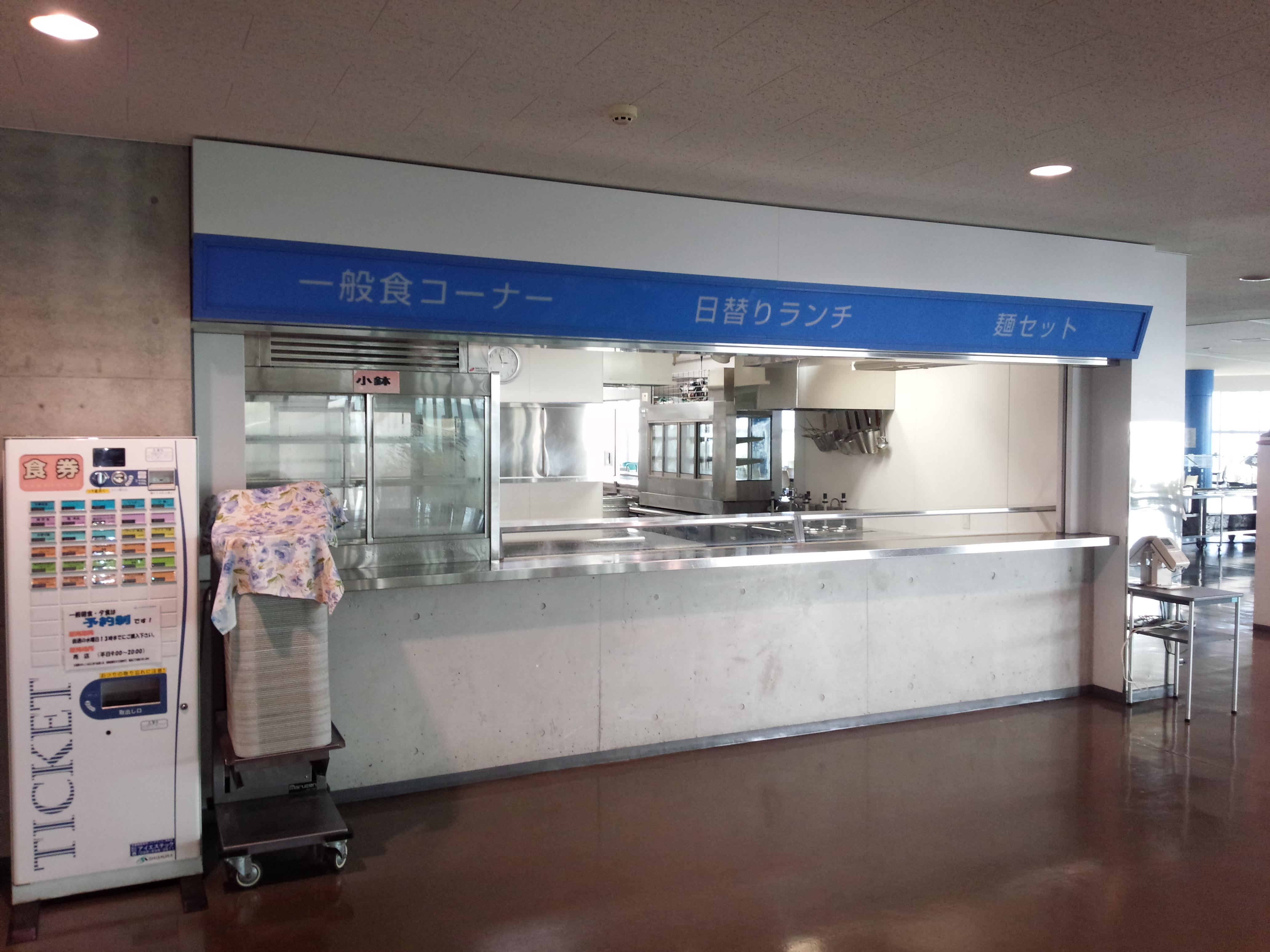
一般食レストラン

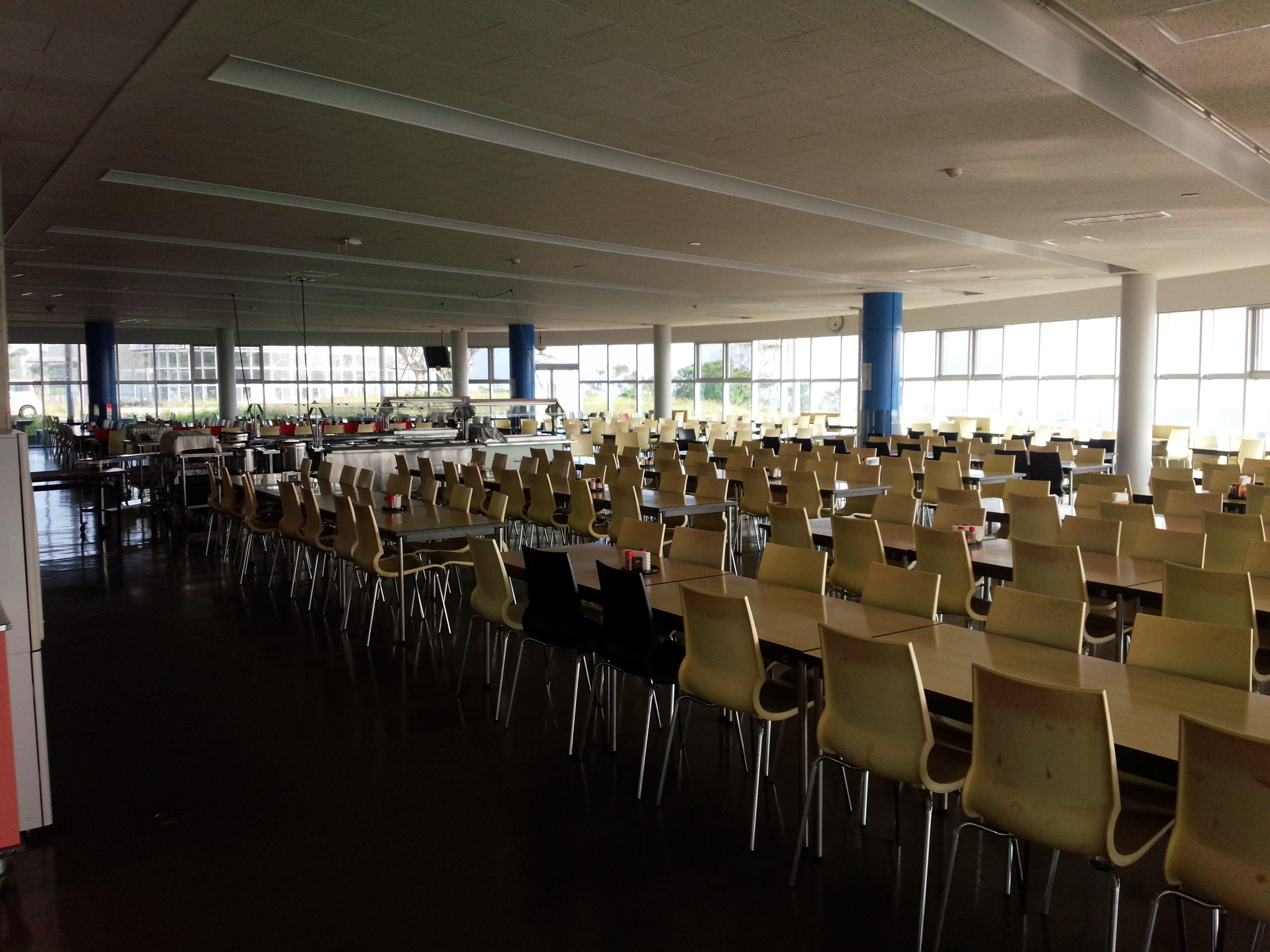
寮生専用レストラン

- レストランには寮生専用のレストランと一般向けのレストランがあり、それぞれ異なるメニューが提供されている。一般向けは学生や教職員が主に利用しているが、一般の人も利用することに制限はない。ただし、授業公開授業期間等を除きそもそも構内への立ち入りが禁止されているため、実質的に利用することはできない。

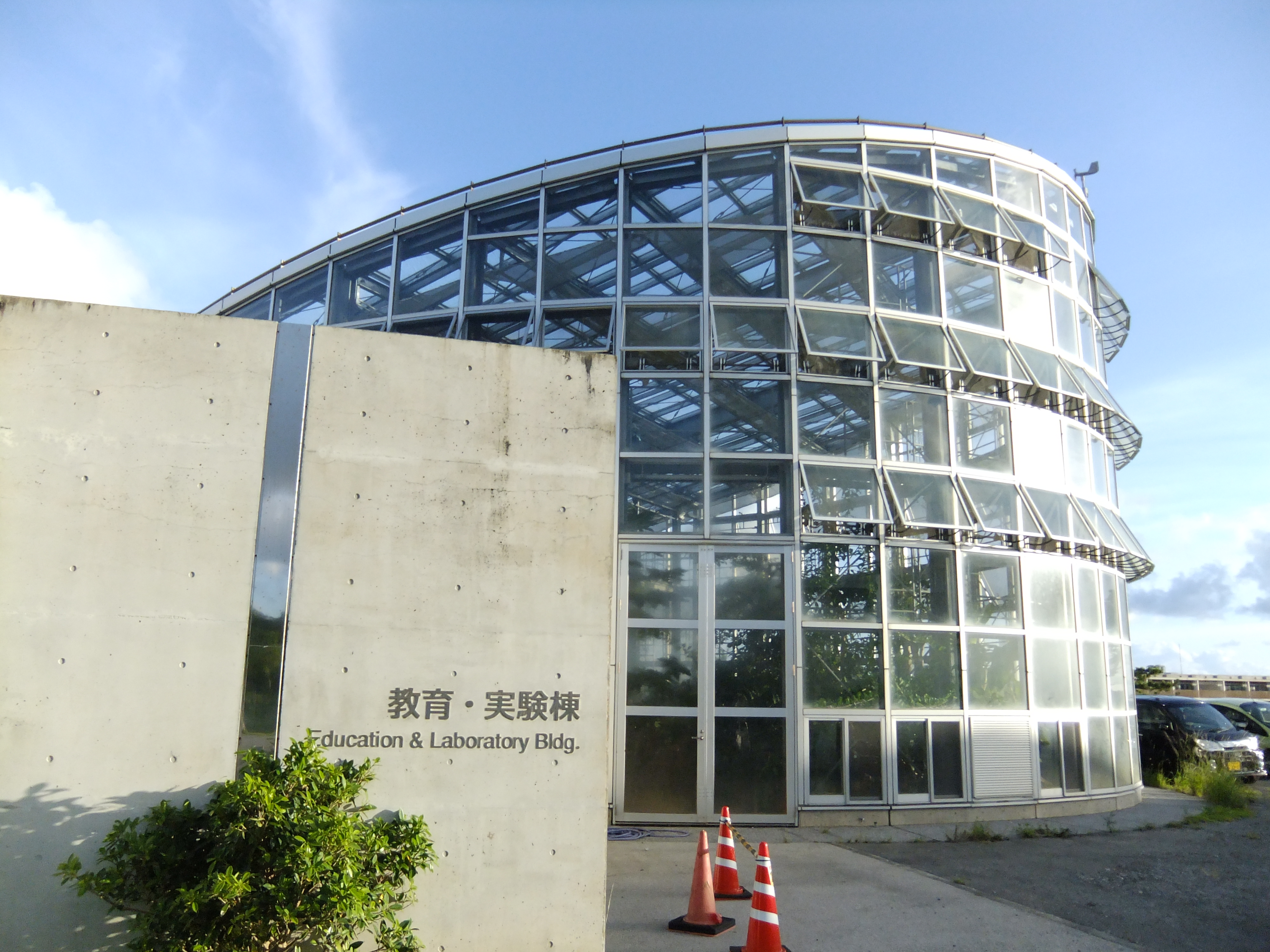
教育・実験棟の外観

教育・実験棟
- 通称「温室」と呼ばれ[20]、主に生物資源工学科の学生や教職員が利用する。

体育館
- アリーナ、格技場、トレーニングルーム、伝統芸能道場がある。屋上には5レーン25mのプールが設置されている。

野外運動場
- 400mトラック、4面のテニスコート、球場がある。

夢工場

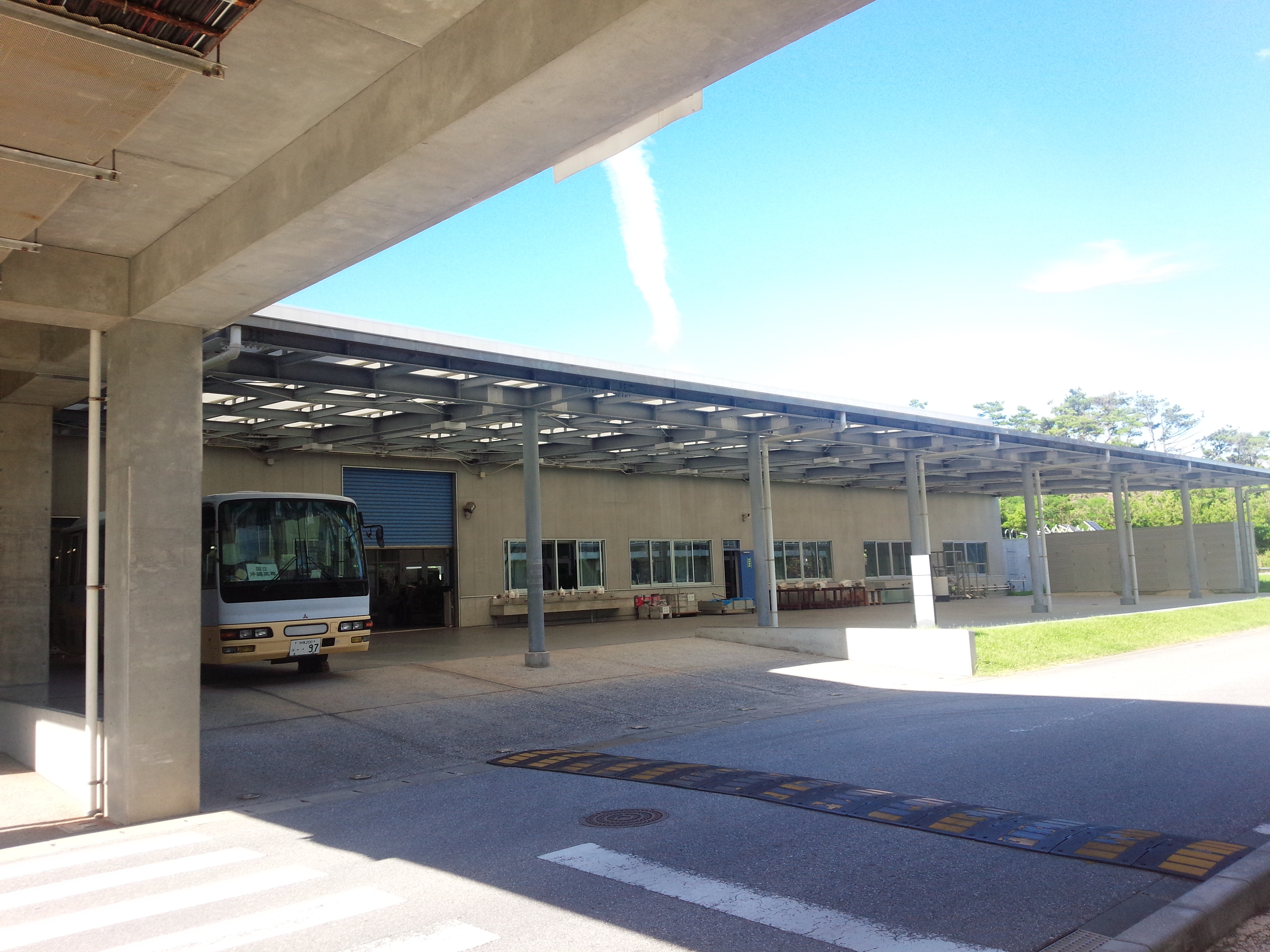
沖縄工業高等専門学校　夢工場2

機械システム工学科が主に利用する夢工場と呼ばれる工場が体育館横にある。工場内には様々な機械がある工場部分と講義室がある。

### 学生寮

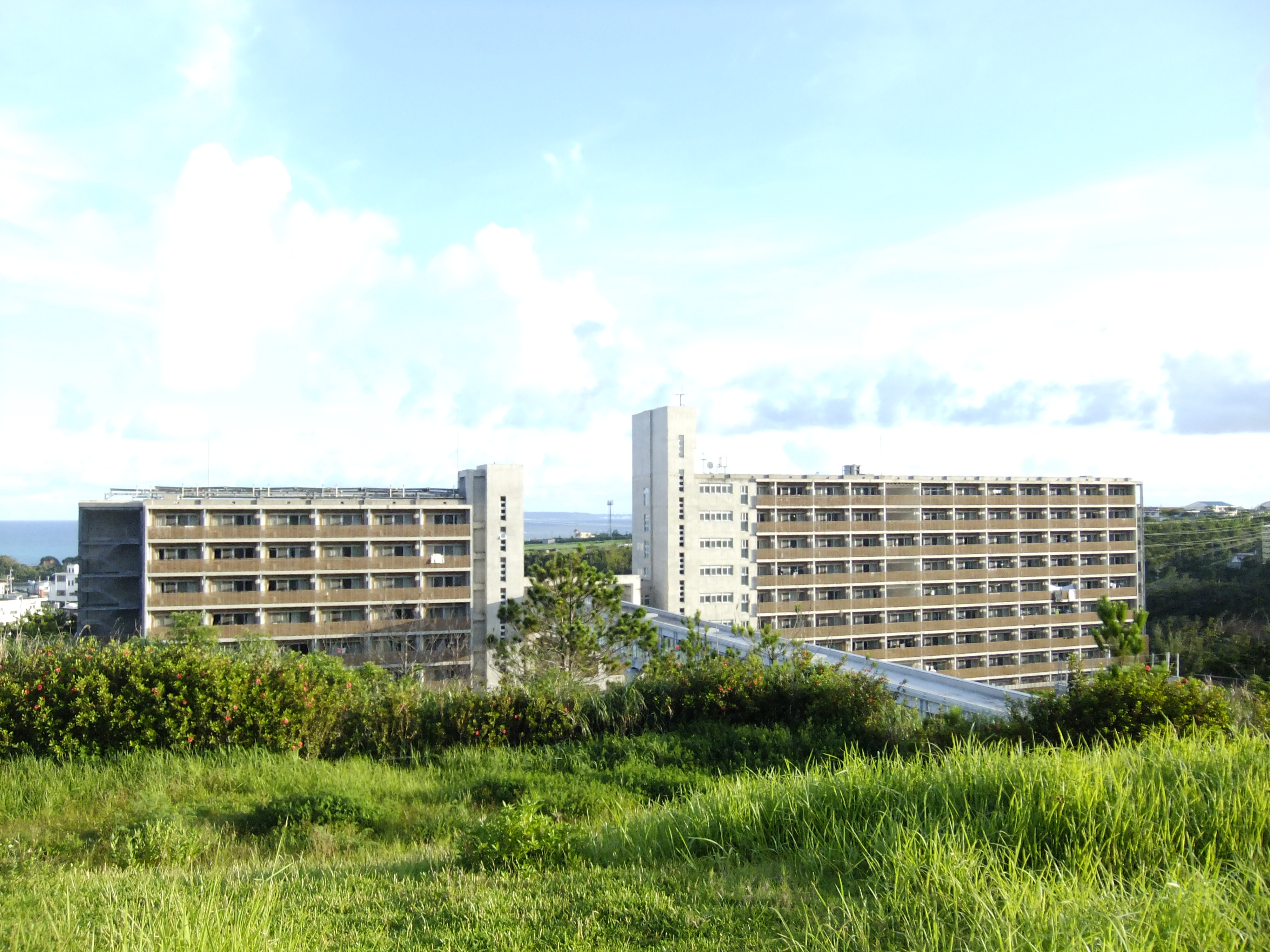
学生寮

- 学生寮はA棟・B棟・C棟の3つの棟からなり、A棟は女子寮、B棟は男子寮、C棟は共用棟となっている。寮固有の名称は特にない。
- 各棟にラウンジがあり、PBL[21]などでディスカッションなどを行う際に重宝されている。また男子棟3箇所、女子棟2箇所にモノクロプリンターが設置されており[要出典]、資料やレポートなどをパソコンから印刷することができる。
- 希望者のみの入寮。1年生と2年生は優先的に入寮が認められ[8]、3年生以上は希望者の中から学生寮委員会による審議により選抜される[8]。
- 基本的に全員1人部屋が割り当てられる。各部屋エアコンが設置されており、また学内ネットワーク及び外部インターネットに接続するためのLANポート、廊下には無線LANアクセスポイントも設置されている。
- 寮の入り口および各男女各棟入り口にはセキュリティがあり、非接触ICカードによりセキュリティを解除することができる。また、敷地内には赤外線センサーや監視カメラがあり、警備員が24時間常駐している。寮の門限は20時10分であり、それ以降は外部につながるドアが完全にロックされる。

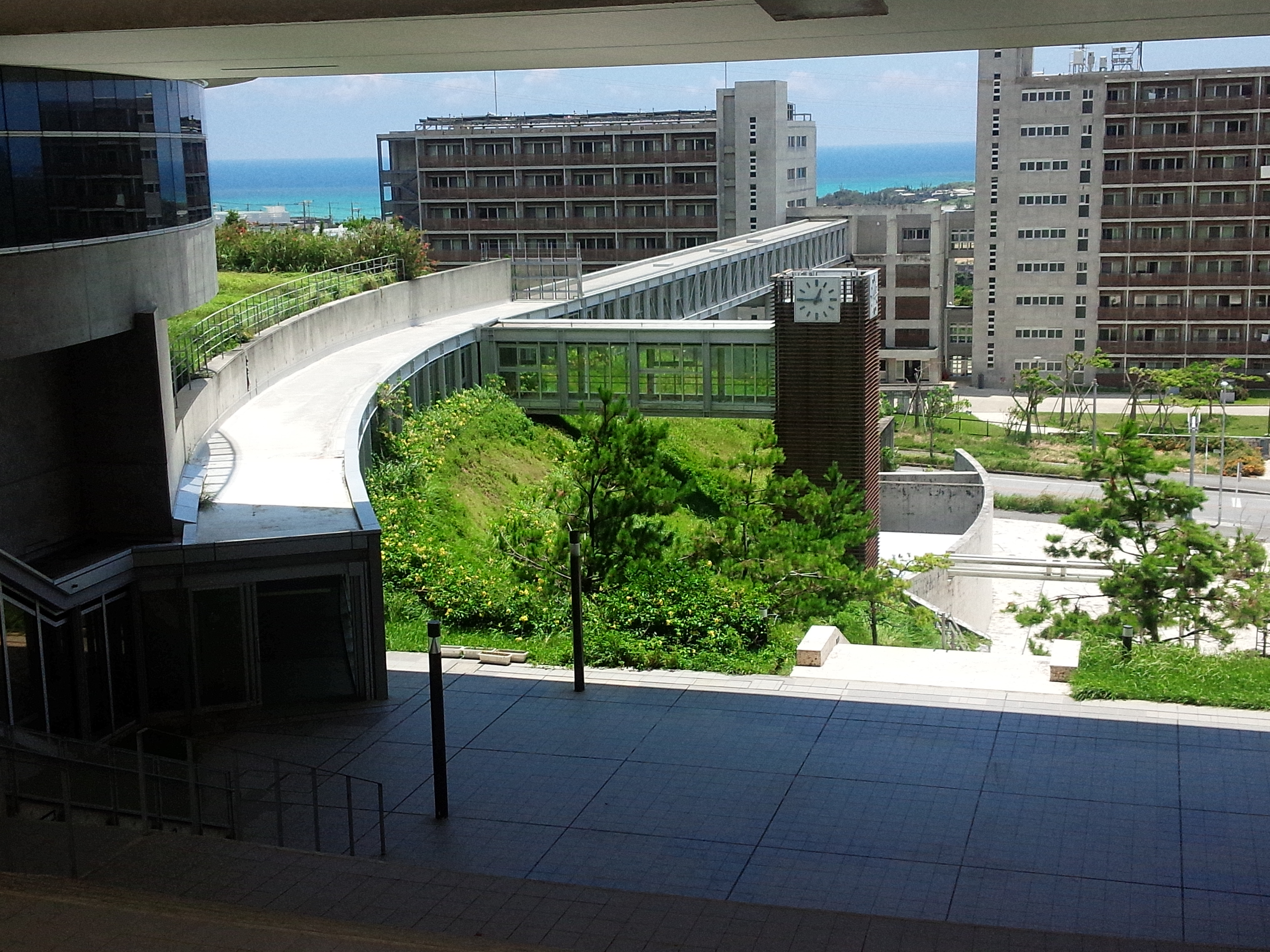
沖縄工業高等専門学校　ブリッジ

- 平日の21時 - 22時までは学習時間帯が設けられている。消灯時間は23時30分である。ただし、テスト前になると消灯時間が午前1時まで延長される。

A棟（女子寮）
8階建て、うち居室があるのは3 - 8階のみ。収容人数は138人と男子に比べて大幅に少ない。洗濯室・補食室は各階にしかない。
B棟（男子寮）
9階建てで、収容人数408人。A棟と違い、各階に洗濯室・補食室がある。
C棟（共用棟）
5階建てで、1階に事務室とロビー、2階に男子浴室、4階に女子浴室、5階に多目的室と相談室がある。1階と5階に各棟との出入り口がある。外部には1階の玄関部分と、5階のブリッジとの出入り口から繋がっている。

### 売店

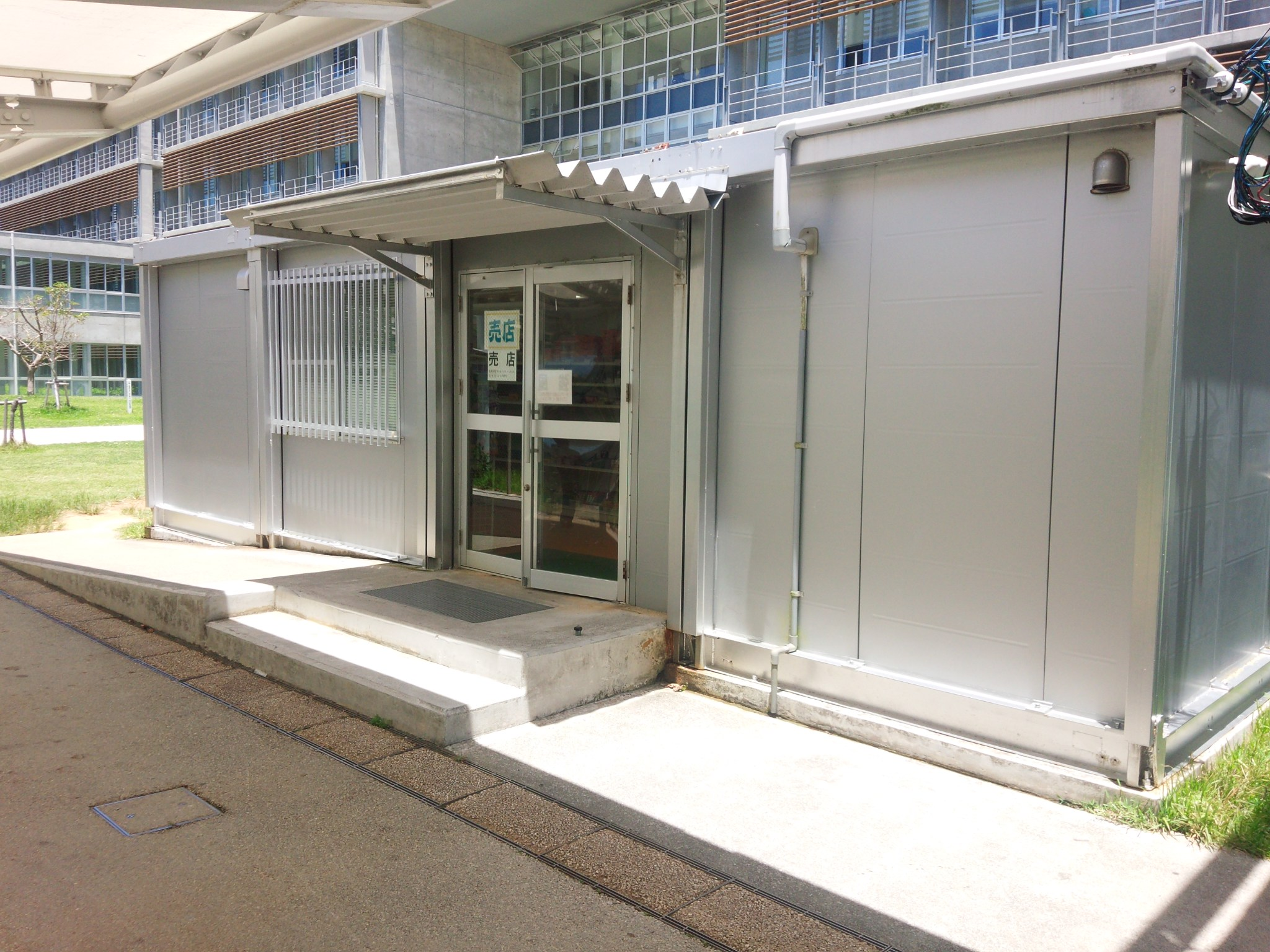
沖縄工業高等専門学校　売店

- 校内には小規模の売店があり、弁当、菓子類、飲料、日用品、文房具などが販売されている。

## 委員会・部活動・同好会

### 運動系
- 弓道部
- サッカー部
- 水泳部
- 卓球部
- テニス部
- ソフトテニス部
- 男子バスケットボール部
- 女子バスケットボール部
- バドミントン部
- バレーボール部
- ハンドボール部
- フットサル同好会
- 硬式野球部
- 陸上同好会
- 剣道同好会
- 空手同好会

### 文化系
- ICT委員会[注釈 2]
- エイサー同好会[注釈 3]
- 吹奏楽部
- 軽音楽部
- アマチュア無線同好会
- モノカルチャー同好会
- 国際交流委員会(World Students Bridge/WSB)
- 生物資源利用研究会
- 総合美術部
- ダンス部
- デジタルアート部
- 写真同好会
- ロボット制作委員会[注釈 4]

## 年間行事[22]
以下のような行事が実施、または予定されている。
- 4月：春休み、入学式、始業式、体育祭
- 5月：学生会議会
- 6月：前期中間試験
- 7月：オープンキャンパス、ちゅら星祭
- 8月：前期末試験、夏休み、サマースクール
- 9月：夏休み
- 10月：消防訓練、ロボットコンテスト九州沖縄地区大会、学生議会
- 11月：高専祭、後期中間試験
- 12月：学生集会、学生会議会、ツーデーマーチ、冬季休業日、クリスマスイベント
- 1月：学習到達度試験（3年次）、後期期末試験、newyaerイベント
- 2月：学生会議会、終業式、春休み
- 3月：卒業式

## 事件・不祥事

### 教員によるセクハラ問題(2019年6月)
2019年6月，50代の男性教員が自身の研究室に所属する学生に対しセクシャルハラスメントを行ったとして停職7日の処分を受けた 。学生の保護者に対する説明会が約10分間開催されている。

## アクセス
沖縄バス・沖縄高専入口より徒歩。
- 22番・名護 - うるま線
- 77番・名護東（辺野古）線

## 施設画像
沖縄高専の施設画像
- 階段
- 創造実践棟
- 専攻科棟 西側
- メディア棟 南西向け
- 図書館
- 一般食レストラン
- 寮生専用レストラン
- 売店。主に平日に利用できる。
- コートが4面設置されている
- テニスコート
- 陸上競技場．

沖縄高専の施設画像